# Heteronychia furcadorsalis
Heteronychia furcadorsalis är en tvåvingeart som först beskrevs av Boris Borisovitsch Rohdendorf 1931.  Heteronychia furcadorsalis ingår i släktet Heteronychia och familjen köttflugor. Inga underarter finns listade i Catalogue of Life.